# Harpenden

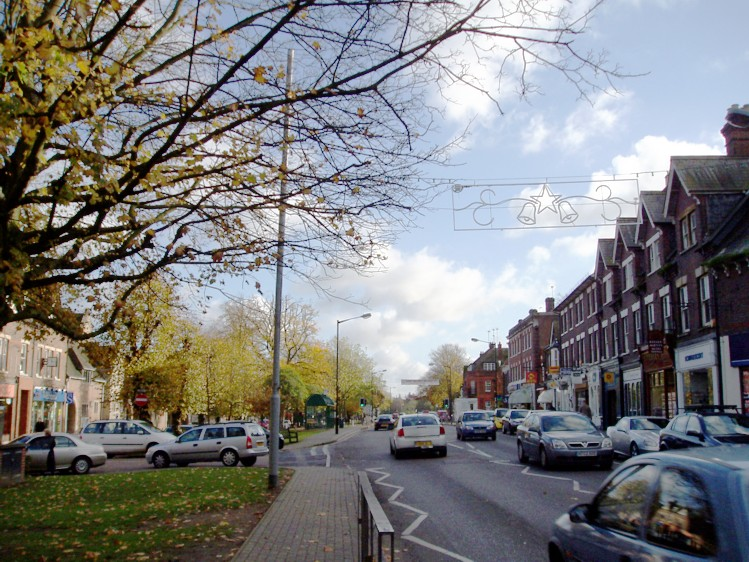
Harpenden, High Street

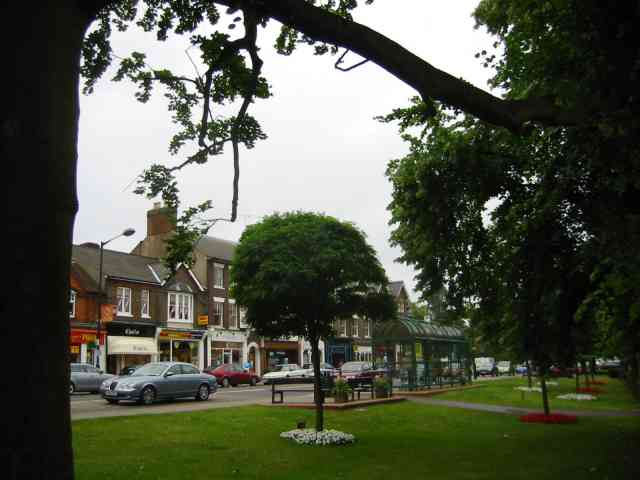
Centre de Harpenden

Harpenden és una vila en el districte de City of St Albans del comtat de Hertfordshire, Anglaterra. Té uns 30.000 habitants i ocupa 4,93 km². Harpenden és un nucli de comunicacions amb connexió directa per ferrocarril amb Londres. Al nord té la ciutat de Luton i al sud la ciutat de St Albans. A l'oest termeneja amb Redbourni a l'est amb Wheathampstead.
Els preus dels habitatges estan molt per sobre dels de la mitjana d'Anglaterra.

## Història
En l'època prerromana hi havia agricultura dels Belgics.
Hi ha també restes de l'època romana com un mausoleu al parca Rothamsted.
Harpenden va créixer quan l'Abadia de Westminster va anar aclarint el bosc per assentar-hi agricultors. La primera referència de la parròquia que consta és de l'any 1221 amb el nom de Harpendene.
El 1860 hi va arribar el ferrocarril.
Harpenden hostatja el Rothamsted Manor i la Rothamsted Research (anteriorment Rothamsted Experimental Station i més tard el Institute of Arable Crops Research), un gran centre per aq la recerca en agricultura.

## Galeria

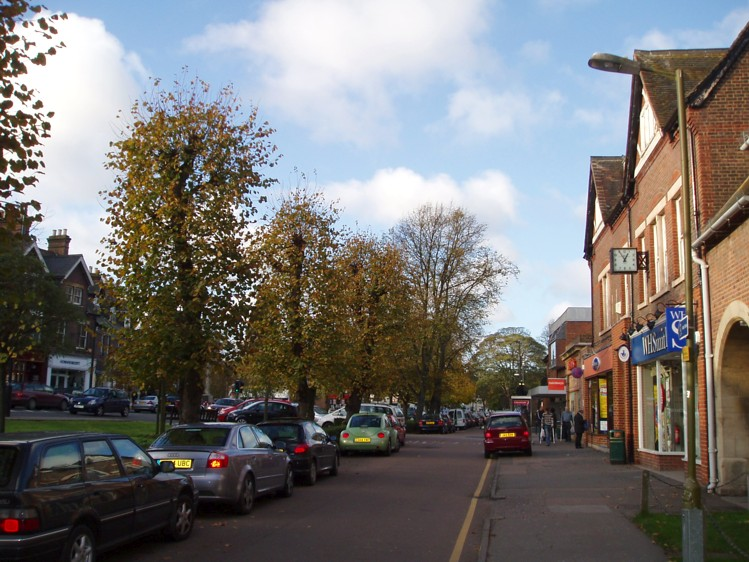
Harpenden High Street,
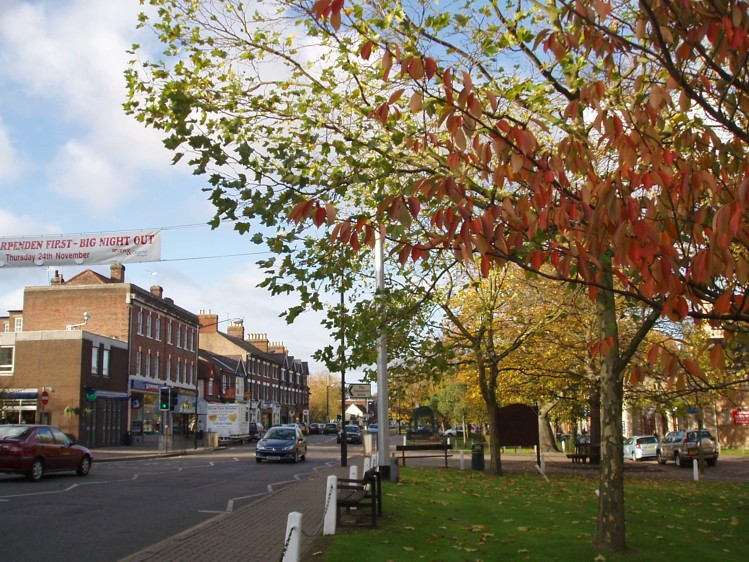
Harpenden High Street,
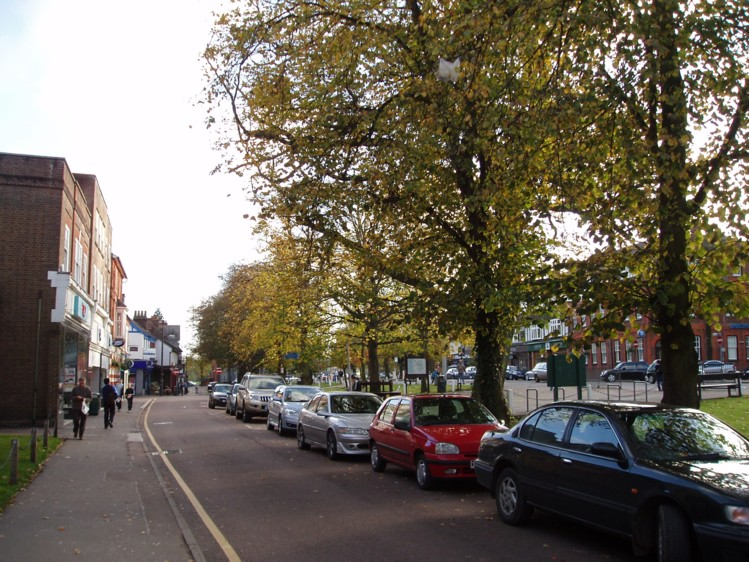
Harpenden High Street,
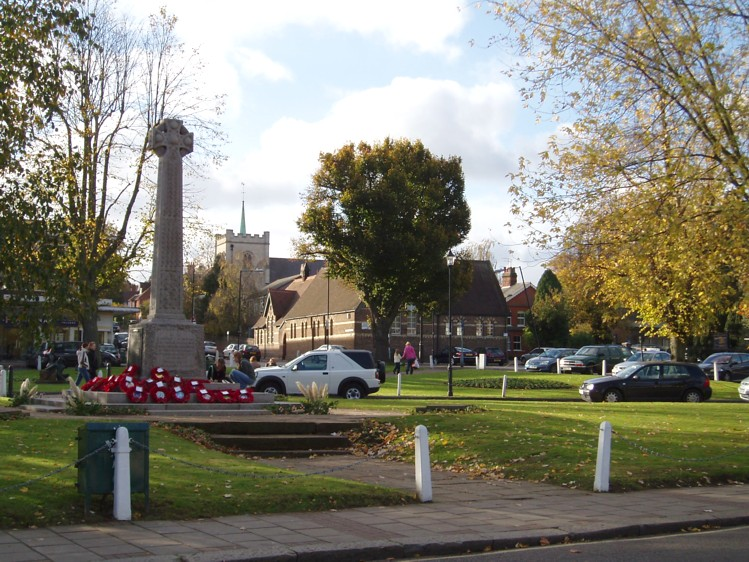
Harpenden War Memorial
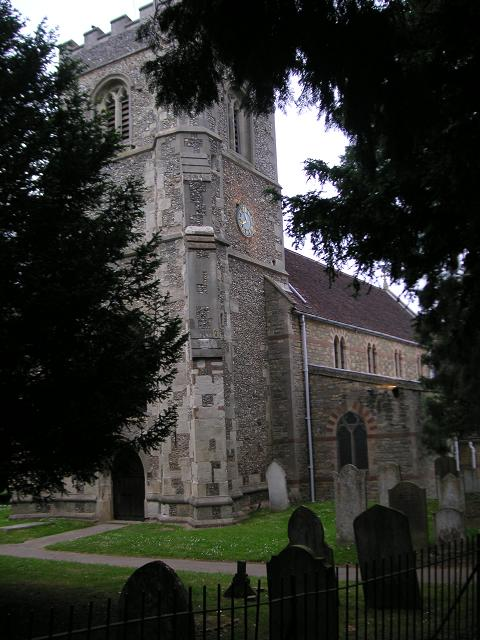
St Nicholas Church
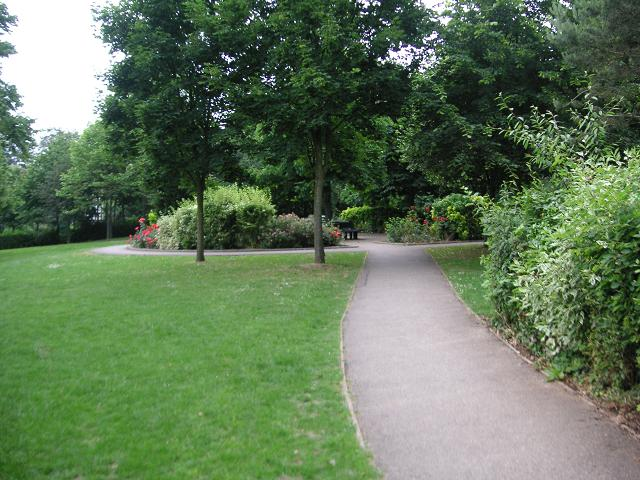
Lydekker Park
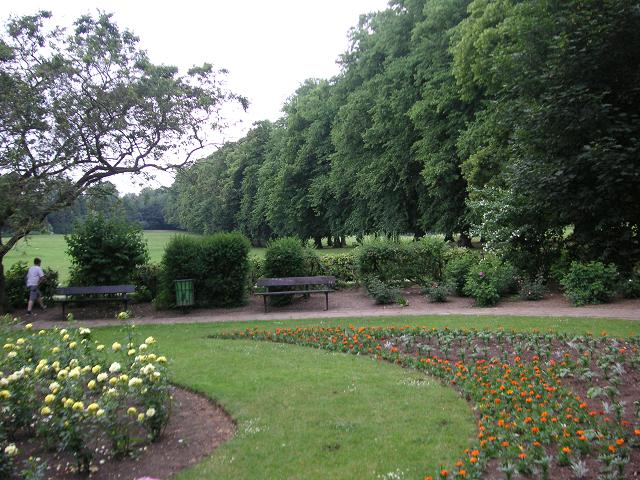
Rose garden in Rothamsted Park